# 웨지힐

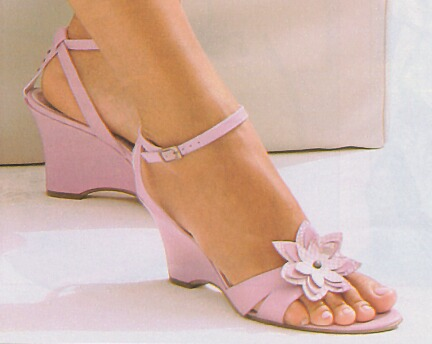
웨지힐 샌들

웨지힐(wedge heel)은 밑창과 굽이 연결되어 있는 신발을 말한다.
1940년대 후반에 크게 유행했으며, 최근 굽의 모양과 소재가 다양해졌다. 굽의 횡단면이 밑창의 모양과 일치하는 것이 보통이지만 밑창의 모양보다 잘록한 모양의 굽도 존재하며 밑창과 굽이 연결되지만 굽 전체가 바닥에 닿지 않는 것도 있다. 소재도 일반적인 고무굽부터 나무굽, 스펀지굽, 플라스틱 굽까지 다양하다.
주로 밑창과 굽이 연결되어 있는 구두를 칭하였으나, 최근에 웨지힐 슬리퍼, 웨지힐 샌들, 웨지힐 운동화라는 이름으로 밑창과 굽이 연결되어 있는 슬리퍼, 샌들, 운동화까지 폭넓게 아우르고 있다.
밑창과 굽이 연결되어 있어서 하중을 발전체에 분산시키기 때문에 하중의 대부분이 발의 앞부분에 쏠리는 일반적인 힐보다 훨씬 편안하다.
보통 통굽과 혼동할 수 있으나, 통굽은 밑창과 굽의 구분이 없이 발의 앞굽과 뒷굽이 거의 균일하게 만들어진 굽인 반면 웨지힐은 앞굽보다는 뒷굽이 더 높아 밑창과 굽의 구분이 가능하며 종류에 따라 앞굽과 뒷굽의 차이는 다양하다. 여성화의 일종이다.